# Schizotetranychus montanae
Schizotetranychus montanae är en spindeldjursart som beskrevs av James P. Tuttle och Baker 1968. Schizotetranychus montanae ingår i släktet Schizotetranychus och familjen Tetranychidae. Inga underarter finns listade i Catalogue of Life.